# 广叶绣球菌
广叶绣球菌（学名：Sparassis latifolia），又称绣球菇、花椰菜菌、何仙菇、绣球蕈，是担子菌门伞菌纲多孔菌目绣球菌科绣球菌属的一种药食两用大型真菌。在日本，该菌因其稀有性与营养价值而被称为“梦幻神奇菇”。